# Francisco Javier Errázuriz Talavera
Francisco Javier Errázuriz Talavera (Santiago, 7 de mayo de 1942-Pichilemu, 4 de marzo de 2024), conocido por su seudónimo Fra Fra, fue un agrónomo, empresario y político chileno. Antes de ser senador entre 1994 y 2002, fue candidato en la elección presidencial de 1989, donde obtuvo el tercer lugar, con el 15,43 % de los votos.

## Biografía

### Familia y estudios
Es hijo del exsenador liberal Ladislao Errázuriz Pereira y de Amelia Talavera Balmaceda; por su padre es tataranieto del expresidente Federico Errázuriz Zañartu, mientras que por su madre es primo del poeta y ensayista Arturo Fontaine Talavera.
Estudió en el Liceo Alemán de Santiago y en la Escuela Militar del Libertador Bernardo O'Higgins. Posteriormente ingresó a la Escuela de Agronomía de la Pontificia Universidad Católica de Chile (PUC), de donde se tituló en 1964 como ingeniero agrónomo, con especialidad en Economía Agraria.
Se casó con María Victoria Ovalle Ovalle, con quien tuvo siete hijos (Francisco Javier, Matías Rafael, María Victoria, María Ignacia, Carolina y las mellizas Macarena y Magdalena).[cita requerida] Ovalle fue elegida diputada para la legislatura 1998-2002.

### Salud
El 5 de mayo de 1989 sufrió un infarto cardíaco luego que la Superintendencia de Bancos e Instituciones Financieras decretara la intervención del Banco Nacional, del cual el candidato presidencial era propietario.
El 1 de noviembre de 2011 sufrió una hemorragia cerebral, por lo que tuvo que ser intervenido en la Clínica UC San Carlos de Apoquindo. Su mujer, María Victoria Ovalle, culpó al gobierno —particularmente a la entonces ministra del Trabajo Evelyn Matthei— de haberle provocado el derrame cerebral al acusarlo de «ladrón». El parte médico indicó que dicho derrame cerebral se produjo por una caída sufrida por el empresario.[cita requerida]
Tras su crisis, Errázuriz dejó de lado su actividad empresarial, dejando a su hijo Francisco Javier Errázuriz Ovalle a cargo de Inversiones Errázuriz, mientras tanto vivió con su mujer María Victoria en Las Condes. Errázuriz falleció el 4 de marzo de 2024, en compañía de su familia. No hubo comunicados de la clase política.

## Carrera empresarial

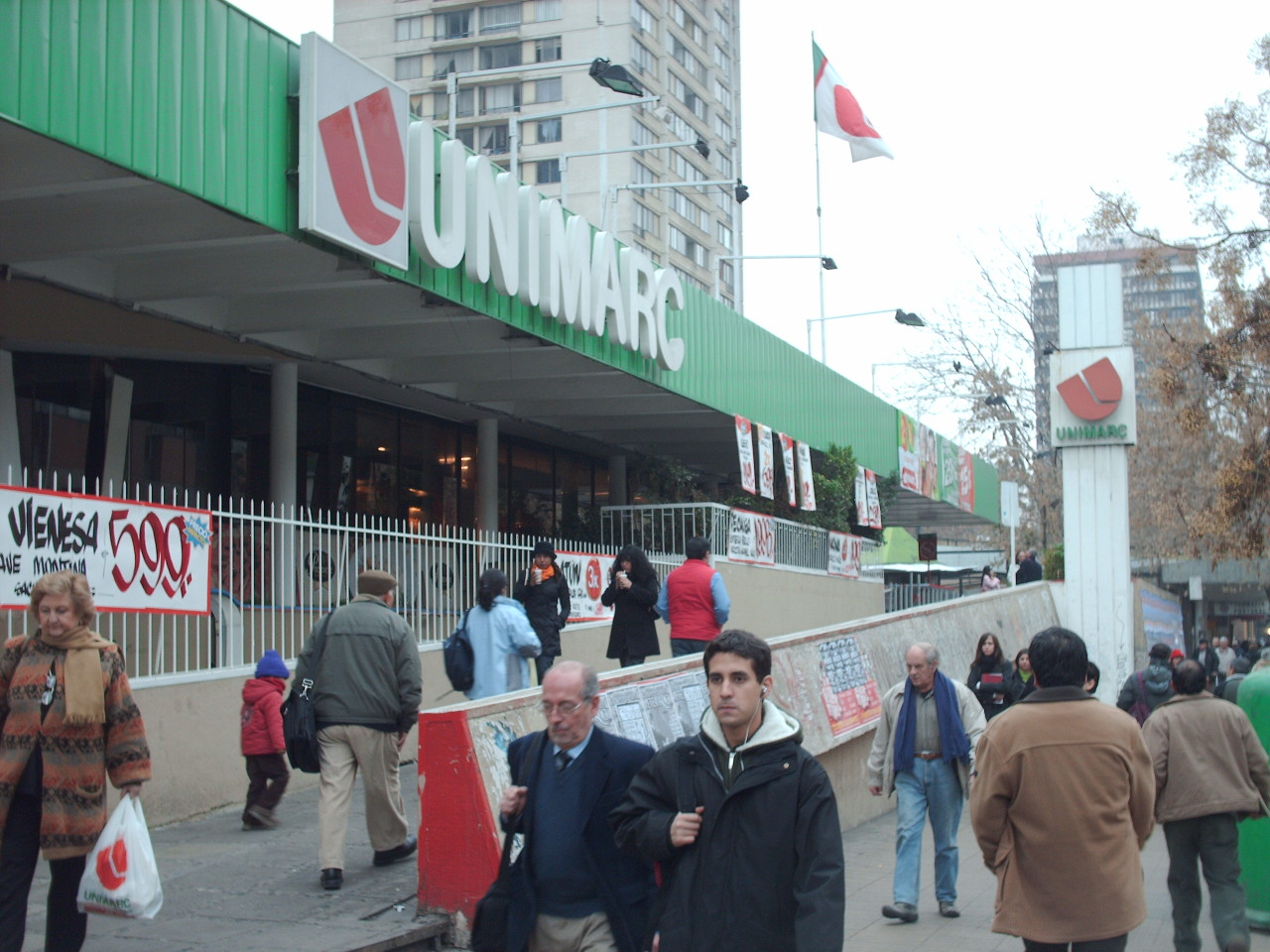
Antiguo formato de los supermercados Unimarc, una de sus más conocidas compañías hasta 2007, cuando la vendió a la sociedad SMU.

Tras asumir algunos puestos gerenciales, Errázuriz adquirió un fundo en las cercanías de la ciudad chilena de Valdivia y tomó la administración de haciendas y de una empresa de transportes hasta que se trasladó al extranjero en 1974, cuando incursionó en el rubro de la construcción y las confecciones en Ecuador, país en el que vivió hasta 1975, cuando regresó a Chile. Los negocios de Errázuriz en Ecuador le permitieron amasar una pequeña fortuna que le sirvió para adquirir varios terrenos para la producción frutícola, agrícola, ganadera y forestal.
En 1976 se convirtió en representante en Chile de la empresa automotriz japonesa Nissan y además adquirió las licencias de varias firmas de maquinarias agrícolas como Valtra. En la década de 1980, Javier Errázuriz creó las AFP Invierta y Planvital y las compañías de seguros de vida y generales Renta Nacional y Leasing Nacional, además de desarrollar negocios en el área pesquera y minera.
En 1982, Errázuriz compró la cadena de supermercados Unimarc, que durante la década de 1970 pertenecía a una cooperativa de la Iglesia católica. En forma paralela desarrolló negocios en los rubros computacional, inmobiliario, comercial y bancario, al cual ingresó en 1980 con la compra del entonces Banco Comercial de Curicó que pasó a llamarse Banco Nacional. En 1989, este fue intervenido por la Superintendencia de Bancos e Instituciones Financieras forzando su venta a terceros que, por incumplimiento de los pagos de aquellos, derivó en una larga disputa legal. En ese contexto fue acusado por los compradores y arrestado en 1992, razón que motivó un Recurso de Amparo que fue unánimemente acogido por la Corte Suprema al no existir mérito alguno para tal decisión. Ese año fue expropiado su Banco en Perú por razones graves de iliquidez que afectó al sistema financiero de dicho país.
En 2007 vendió la cadena Unimarc a Álvaro Saieh, lo que le permitió pagar una deuda que tenía con el banco estadounidense State Street Bank.

## Carrera política

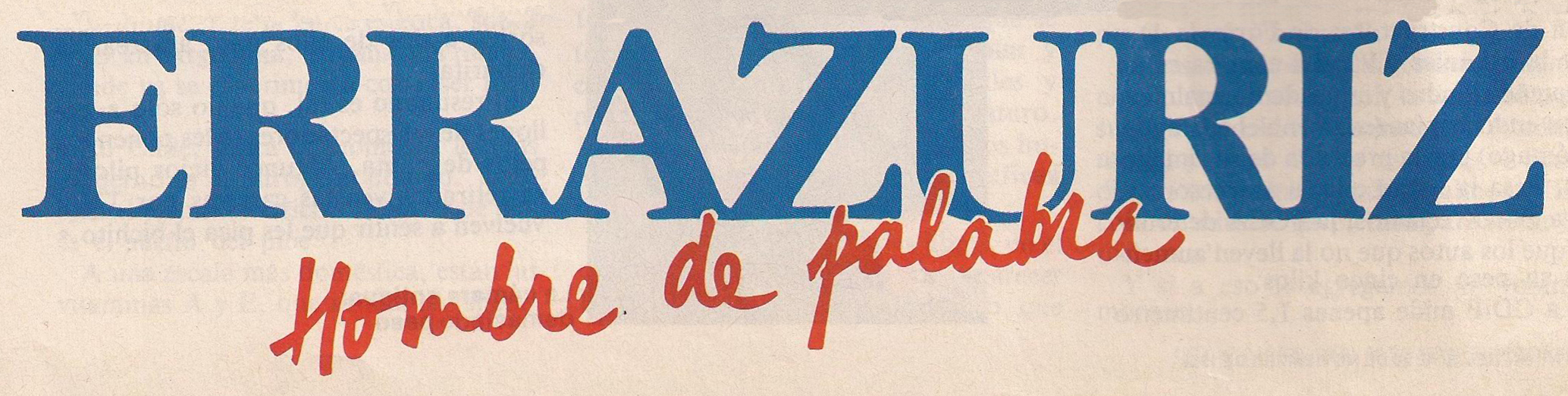
Afiche con el eslogan de campaña de Errázuriz para la elección presidencial de 1989.

El empresario lanzó en febrero de 1989 su candidatura independiente con miras a la elección presidencial del 14 de diciembre de ese año, donde obtuvo un 15,43% de los votos, con poco más de un millón de votos, tras el demócrata cristiano Patricio Aylwin, que ganó la elección con un 55,14%, y el economista Hernán Buchi, candidato de derecha, que obtuvo el 29,4%.[cita requerida] Después de aquella campaña, institucionalizó su fuerza política a través de la creación del partido político Unión de Centro Centro (UCC) a mediados de 1990.
En las elecciones parlamentarias de 1993 fue elegido senador independiente dentro del pacto Unión por el Progreso de Chile para la legislatura 1994-2002. Integró la Comisión Permanente de Hacienda y la de Obras Públicas, de la que fue su presidente; fue senador reemplazante en la Comisión Permanente de Agricultura; más adelante, integró también la Comisión Permanente de Economía, la que presidió. En estos cargos, tanto como en el resto de su comportamiento legislativo, mostró alineamiento con las propuestas de la derecha chilena.[cita requerida]

## Controversias

### Desafuero
El 21 de agosto de 1998 se levantó el fuero que poseía en su calidad de senador por los Tribunales de Justicia, para ser investigado por los delitos de secuestro y agresión contra un abogado de una empresa eléctrica por un litigio de aguas, hechos que sucedieron siendo presidente de la Comisión de Economía del Senado, que estudiaba el nuevo Código de Aguas y Eléctrico de Chile. El desafuero se mantuvo hasta enero de 2002. En enero de 2001 fue condenado a 61 días de pena remitida junto a dos de sus hijos.

### Otros juicios
Luego del término de su período como senador, se ha visto involucrado en diversos juicios laborales y penales, que han incluido a antiguos colaboradores. 
Asimismo, algunas de sus empresas se han visto envueltas en múltiples disputas civiles y han sido sancionadas por la Superintendencia de Valores y Seguros.
En 2011 comenzó a ser investigado por trata de personas respecto a aproximadamente 150 ciudadanos paraguayos, algunos de los cuales afirmaron que habían sido sometidos a condiciones similares a la esclavitud al trabajar para Errázuriz en una de sus haciendas. En 2014 fue condenado a una indemnización de perjuicios de $122 millones para 53 paraguayos que eran sus empleados.
La Fiscalía Local de Pozo Almonte investigó a la minera Cosayach, de propiedad de Errázuriz, por el delito de extracción ilegal de aguas en una zona saturada de la pampa del Tamarugal, en cuyo contexto fueron formalizados los ejecutivos de la empresa Carlos Contreras Quispe y Alejandro Puelles en calidad de imputados. El 2 de noviembre de 2011, la Corte Suprema condenó a la empresa por el daño ambiental provocado, ordenando paralizar la extracción de las aguas en los 35 pozos ubicados en el acuífero y que fueron identificados por la Dirección General de Aguas.
En 2014 fue condenado junto a su esposa, siete hijos y dos exejecutivos a pagar en forma solidaria una indemnización de 70 millones de dólares al banco alemán Kreditansatalt für Wiederaufbau, por el no pago de créditos concedidos al holding Inverraz y la dilución de activos por cerca de US$1300 millones.

## Historia electoral

### Elección presidencial de 1989
- Elección presidencial de 1989 para la presidencia de la República[26]

| Candidato                           | Pacto                 | Votos     | %     | Resultado  |
| ----------------------------------- | --------------------- | --------- | ----- | ---------- |
| Hernán Büchi Buc                    | Democracia y Progreso | 2 052 116 | 29,40 |            |
| Francisco Javier Errázuriz Talavera | Independiente         | 1 077 172 | 15,43 |            |
| Patricio Aylwin Azócar              | Concertación          | 3 850 571 | 55,17 | Presidente |

### Elecciones parlamentarias de 1993
- Elecciones parlamentarias de 1993 a senador por la Región del Maule: Curicó-Talca.[27]

| Candidato                           | Pacto                                | Partido  | Votos   | %     | Resultado |
| ----------------------------------- | ------------------------------------ | -------- | ------- | ----- | --------- |
| Francisco Javier Errázuriz Talavera | Unión por el Progreso de Chile       | Ind.-UCC | 103 567 | 37,85 | Senador   |
| Jaime Gazmuri Mujica                | Concertación por la Democracia       | PS       | 82 259  | 30,06 | Senador   |
| Eugenio Ortega Riquelme             | Concertación por la Democracia       | PDC      | 71 353  | 26,07 |           |
| Oscar Moya Muñoz                    | Alternativa Democrática de Izquierda | PC       | 8326    | 3,04  |           |
| Jorge Concha Goycoolea              | Unión por el Progreso de Chile       | UCC      | 8154    | 2,98  |           |